# René Santos
René Santos (ur. 21 kwietnia 1992) – brazylijski piłkarz występujący na pozycji obrońcy.

## Kariera piłkarska
Od 2011 roku występował w Grêmio, Kawasaki Frontale, Zestaponi, Dinamo Tbilisi i Vitória.